# Мечеть Ульд Абас
Мечеть Ульд Аббас або Ібн Аббас також відома як Стара мечеть (араб. مسجد ابن عباس; фр. Mosque Ould Abbas) — мечеть у столиці Мавританії, місті Нуакшот.

## Історія
Побудована за кошти, отримані від уряду Тунісу, відкрита в 1963 і є першою мечеттю в столиці Мавританії. 
19 березня 2012 Хаддмін Ульд Салек, імам мечеть Ульд Аббас, на З'їзді Асоціації мавританських улемів у Нуакшоті виступив проти екстремізму та радикалізму в ісламі.

## Опис
Розташована між ринками Марше де ла Віанде та Марше Капітале, на південний захід від Саудівської мечеті.
Мечеть має 9 куполів та 1 мінарет.